# Racconigi
Racconigi (piemontesisch Racunis) ist eine Gemeinde in der italienischen Provinz Cuneo (CN), Region Piemont.

## Lage und Einwohner
Racconigi liegt knapp 50 km nördlich von der Provinzhauptstadt Cuneo entfernt auf einer Höhe von 260 m über dem Meeresspiegel, an der Maira. Das Gemeindegebiet umfasst eine Fläche von 48,03 km² und hat 9647 Einwohner (Stand 31. Dezember 2023) die sich auf die Ortsteile Canapile, Oia und Tagliata verteilen. 
Die Nachbargemeinden sind Caramagna Piemonte, Carmagnola (TO), Casalgrasso, Cavallerleone, Cavallermaggiore, Lombriasco (TO), Murello, Polonghera und Sommariva del Bosco.

## Geschichte

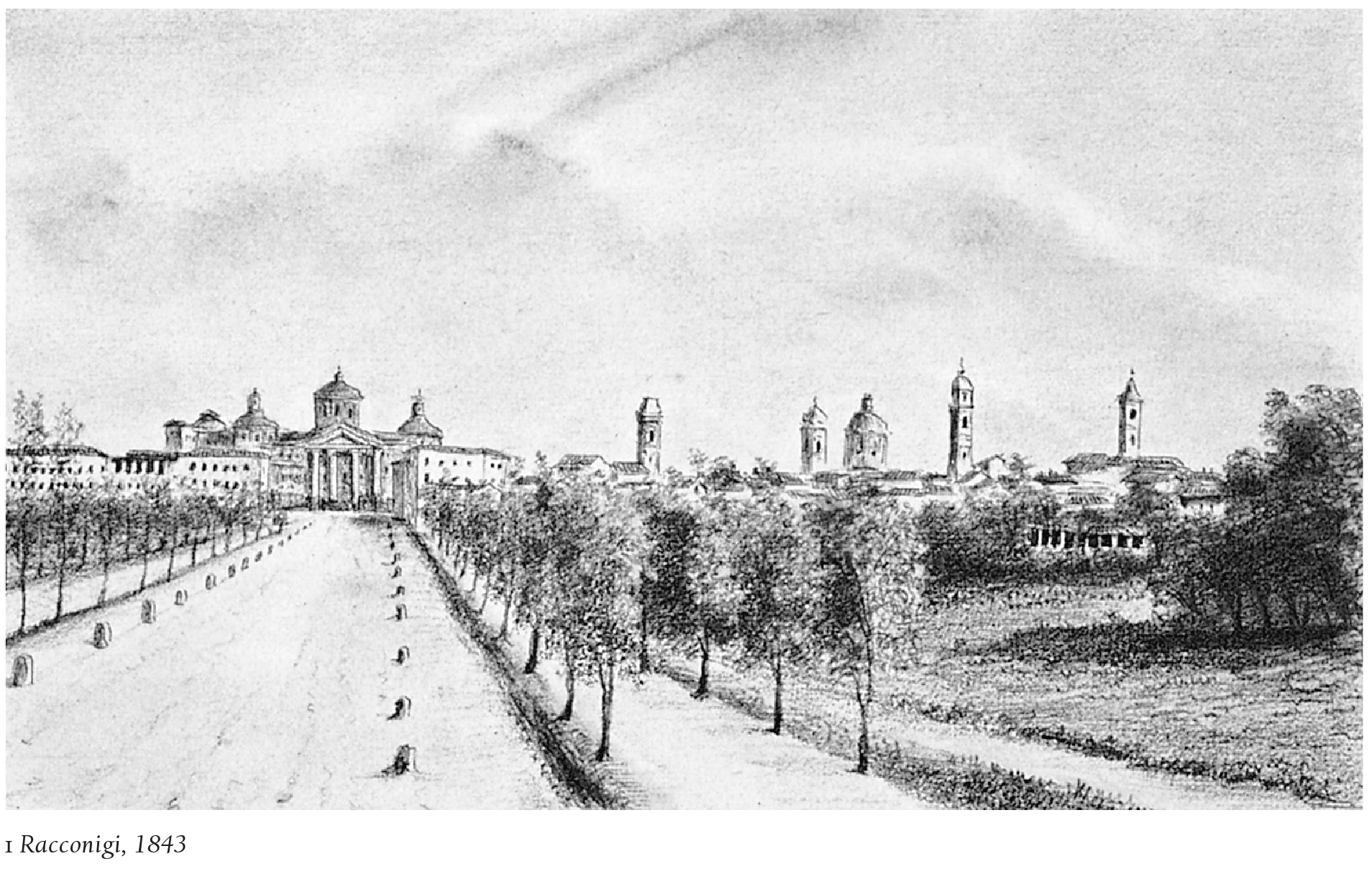
Racconigi 1843

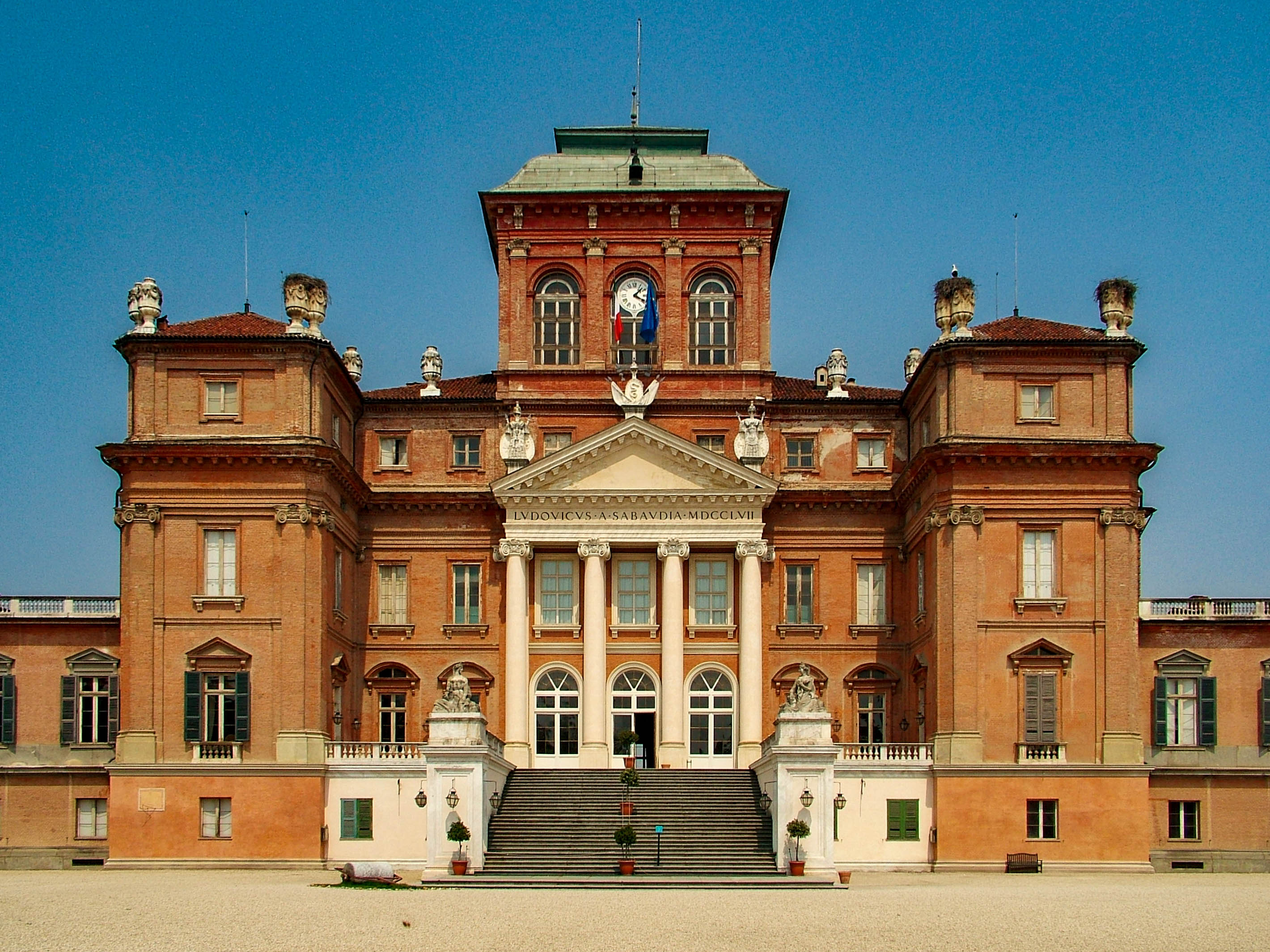
Das Königsschloss des Hauses Savoyen in Racconigi

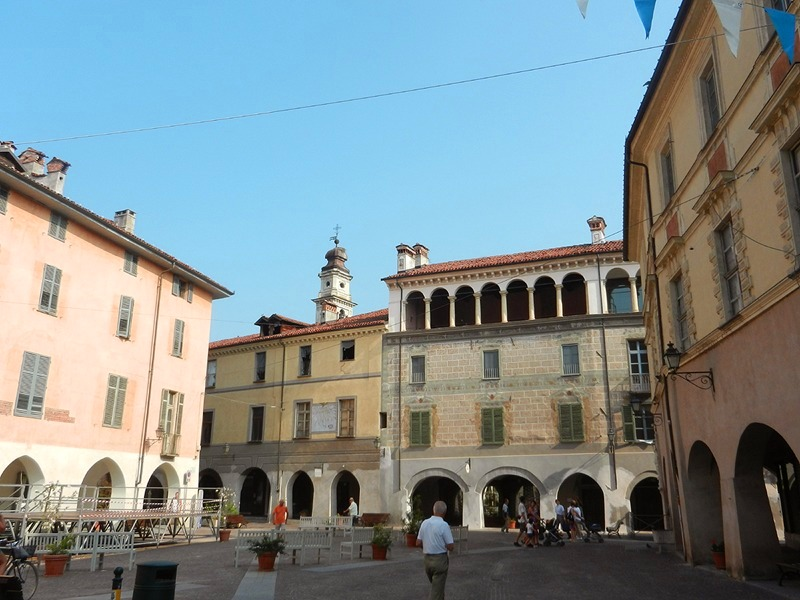
Piazza Vittorio Emanuele II

Der Ortsname erscheint in den Bescheinigungen von 959 mit „Racunese“, gebildet mit dem Suffix -ENSEM. Erst später erscheinen „Racunis“ und „Raconisio“ und weitere Rekonstruktionen in -ISIUS wie „Raconisius“, „Racunisius“, „Raconixius“ und „Racunixius“. Es gehörte zum Besitz der Markgrafen von Saluzzo und ging im 13. Jahrhundert an die Familie Savoy-Acaia über, unter deren Herrschaft es bis zum Aussterben des Geschlechts blieb. Im Jahr 1620 wurde es Teil des Fürstentums Carignano, das von Carlo Emanuele I. für Prinz Tommaso errichtet wurde. 
Sein künstlerischer und wirtschaftlicher Aufschwung begann von diesem Moment an, als die Fürsten der Verschönerung und dem wirtschaftlichen Fortschritt ihrer Gebiete besondere Aufmerksamkeit schenkten. Das Schloss profitierte davon und wurde zum Epizentrum zahlreicher Initiativen. In der ersten Hälfte des 19. Jahrhunderts stellte ein Mitglied der Familie Savoy-Carignano, Carlo Alberto, die Geschicke der Dynastie wieder her und bestieg 1831 den Thron als König von Sardinien, was dazu beitrug, den historischen und politischen Prozess einzuleiten, der dazu führte, dass sein Sohn Vittorio Emanuele der erste König von Italien wurde. Von diesem Moment an spielte das Schloss eine sehr wichtige Rolle im öffentlichen und privaten Leben der Savoyer, so sehr, dass Vittorio Emanuele III. diese Residenz für die Geburt des Kronprinzen am 15. September 1904 wählte. Darüber hinaus fand dort ein wichtiges politisches Treffen statt, beispielsweise der Staatsbesuch von Zar Nikolaus II., bei dem der berühmte „Vertrag von Racconigi“ unterzeichnet wurde, der die Aufrechterhaltung des Status quo in Europa gewährleisten sollte.
Aus historisch-architektonischer Sicht sind Folgendes interessant: die Paläste Balegno, Ferrero und Maccagno, die vom hohen kulturellen Niveau des örtlichen Bürgertums im 16. und 17. Jahrhundert zeugen; der Palazzotto Dal Pozzo mit Säulengängen und Loggien, die an Bilder aus dem 15. Jahrhundert erinnern; das Dominikanerkloster mit der 1506 gegründeten Kirche San Vincenzo Ferreri; die drei Bruderschaften vom Heiligen Kreuz, vom Heiligen Namen Jesu und von San Giovanni Decollato; der Komplex Santa Caterina, der einen Teil der Klosterstrukturen und die schöne Kirche mit dem geschnitzten Chor und Fresken mit Heiligenfiguren bewahrt; die Pfarrkirche Santa Maria Maggiore, erbaut ab 1725; die Kirche Santa Maria della Porta, die so genannt wird, weil sie in der Nähe des Osttors der alten Stadtmauer steht; die Kapuzinerkirche, die einige barocke Holzaltäre bewahrt; das Rathaus aus dem 19. Jahrhundert; das Heiligtum der Madonna delle Grazie in neoklassizistischen Formen; schließlich die wunderschönen Villen Berroni, dei Caire und De Laugier.
1986 ist bei Racconigi erfolgreich ein Storchenzentrum eröffnet worden, um diese Vogelart wieder in Italien heimisch werden zu lassen. Seit 300 Jahren war der Weiße Storch in Italien ausgestorben.

## Gemeindepartnerschaft
- Bonneville, seit 1990
- Cascais, seit 2003

## Persönlichkeiten
- Katharina von Racconigi (1486–1547), Jungfrau und Terziarin des Predigerordens
- Felice Govean (1819–1898), Dramatiker und Publizist
- Francesco Kardinal Marchisano (1929–2014), Erzpriester des Petersdoms
- Alessandro Abbio (* 1971), Basketballspieler